# 洪榮華
洪榮華（1902年9月27日—1974年10月9日），生於日治台灣鳳山廳半路竹庄（今高雄市路竹區），政治人物，中國國民黨籍，曾任高雄縣首任民選縣長。為高雄縣紅派的創始者。

## 生平
其父洪宗沛，出身路竹當地有名望的家族，是一個地主。在台灣日治時期，曾任職於日本人的製糖會社，投入製糖業而致富，家族產業為洪宗記。被日本總督府指派擔任路竹庄長。在路竹當地，興建了大型荷蘭式洋房，稱宗記洋樓，現為古蹟。
洪榮華在台北醫專（今國立臺灣大學醫學院的前身）畢業後，至日本本土求學，畢業於東京帝國大學農業系。大正年間，洪榮華取得學士學位，回台灣後，任職台南州農業技正，在此地，與出身台南望族的辛永春結婚。婚後，轉調回高雄州。
1945年，日本宣布投降，結束第二次世界大戰，中華民國政府接收台灣。負責接收高雄州的謝東閔，指派洪榮華為建設局長，後擔任水利會會長。洪榮華受到謝東閔的重用，其家族都加入中國國民黨。
1951年，台灣實施地方自治，高雄縣縣長進行首屆縣長民選。洪榮華獲得中國國民黨提名，陳新安、吳崇雄、余登發三人以無黨籍或自行參選。在第一輪投票中，陳新安為最高票，但四人皆未獲得法定票數。在第二輪投票中，洪榮華獲勝，成為高雄縣首任縣長。因為其姓洪，諧音為紅，在競選中，其團隊的旗幟、服色為紅色，在他當選後，成為地方派系紅派的開始。
在縣長任期屆滿前，其機要秘書涉及農場盜林案，被監察院彈劾，洪榮華也因此沒有競選連任。1954年，中國國民黨提名陳新安，陳新安當選高雄縣縣長。
在縣長卸任後，在1956年至1963年間，洪榮華擔任二屆高雄縣水利會會長。

## 家族
- 洪榮華妻子辛永春為臺南仕紳辛西淮之女。辛西淮與正室陳詠雪育有二子二女，辛永春為長女；次女辛永秋，嫁給毛昭葵，[1]:43毛昭葵為吳新榮妻弟。辛西淮與陳詠雪長子辛文炳曾任臺南市市長。